# Dagestanskije Ogni
Dagestanskije Ogni (ryska Дагеста́нские Огни́) är en stad i Dagestan i Ryssland. Staden har en yta på 12,99 km2, och den hade 28 669 invånare år 2015.